# Sea Life Königswinter

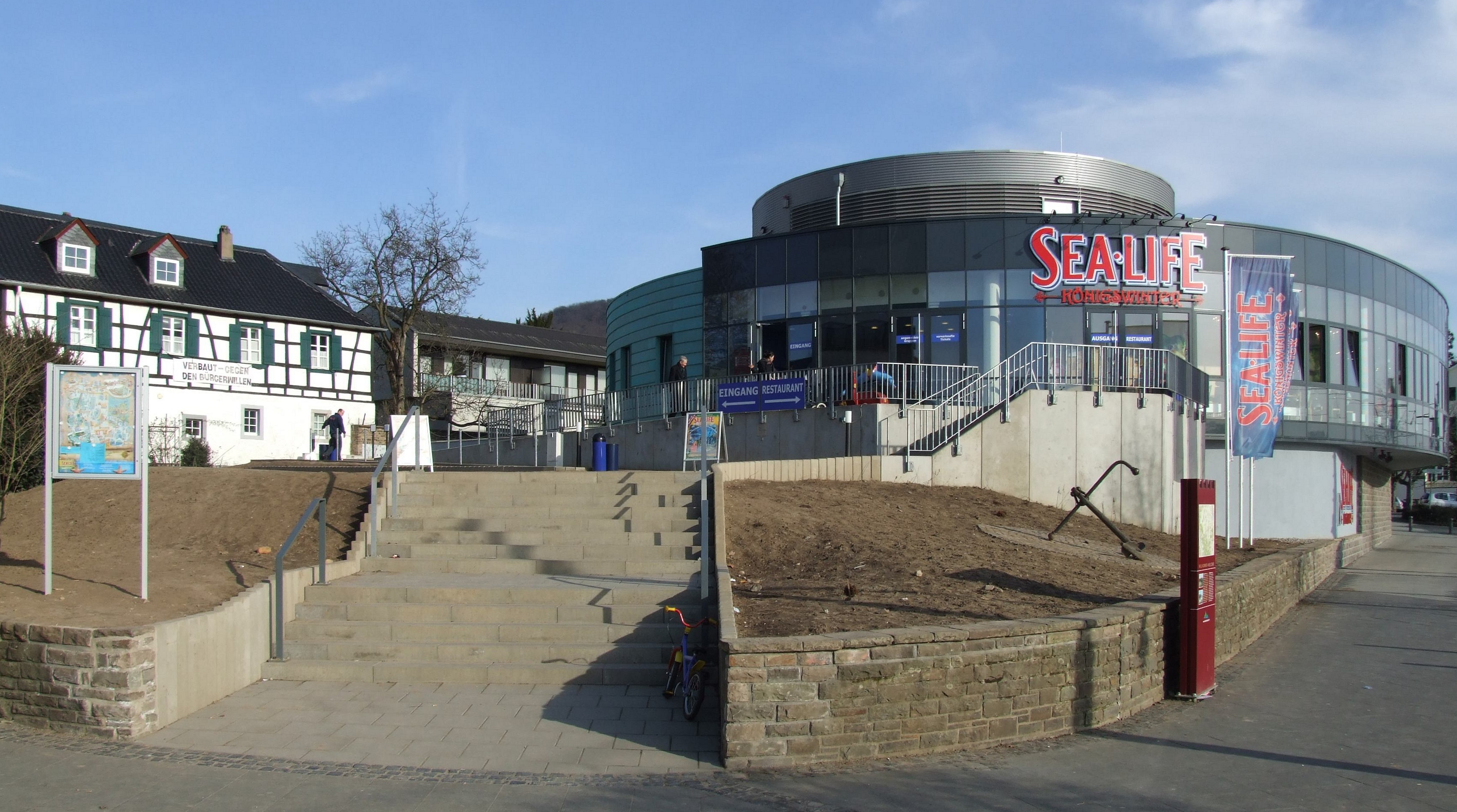
Außenansicht des Sea Life Centers Königswinter

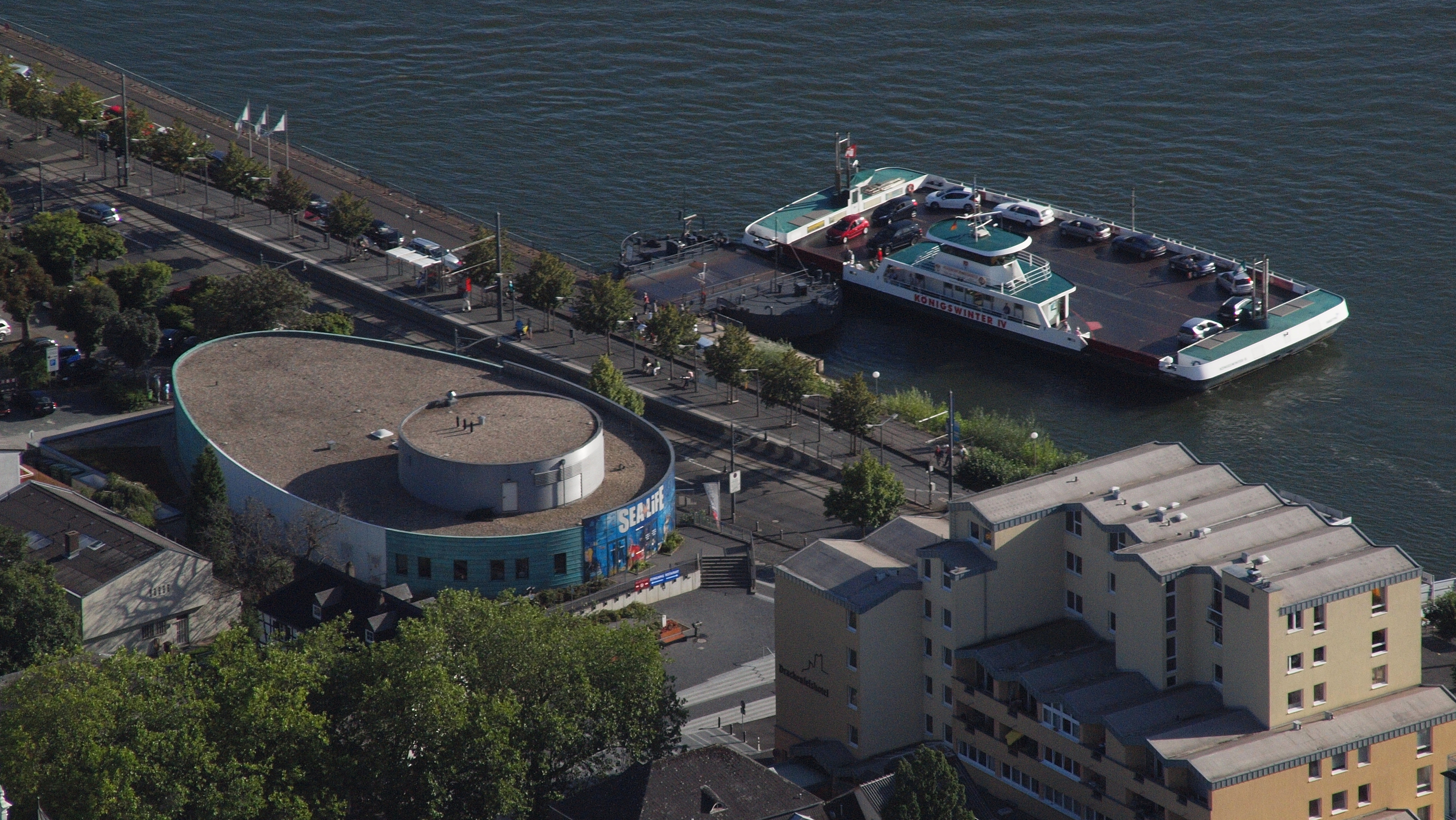
Königswinter – Sea Life

Das Sea Life Königswinter war eines von acht Sea-Life-Zentren in Deutschland. Es wurde am 3. Dezember 2005 an der Uferpromenade der Stadt Königswinter eröffnet und am 31. Dezember 2022 geschlossen. In 36 Becken und Aquarien wurden auf 2000 Quadratmetern 2000 Meeresbewohner aus mehr als 120 Arten vorgestellt.

## Geschichte
Vor Beginn des Baus 2005 stand das Sea Life Centre insbesondere durch die Anwohner in der Kritik, da es auf einer der wenigen verbliebenen Grünflächen in der Königswinterer Altstadt – dem 1956/57 gestalteten Berliner Platz an Stelle des im Krieg zerstörten Hotels Berliner Hof – errichtet wurde. Mehrere Protestaktionen sowie Unterschriftensammlungen der Anwohner, die einen anderen Standort forderten, blieben jedoch am Ende erfolglos, als festgestellt wurde, dass es für ein Bürgerbegehren gegen ein laufendes Bauplanungsverfahren keine rechtliche Grundlage gäbe.
Regionalen Pressemeldungen zufolge zeigten sich ein Jahr nach der Eröffnung der Betreiber sowie die Stadt Königswinter sehr zufrieden mit den Besucherzahlen, die 400.000 für das Jahr 2006 insgesamt und an Spitzentagen 2.500 erreichten. Zu den besonderen Attraktionen wie der Haifischfütterung kamen viele Schaulustige ins Sea Life Königswinter.
Vor dem Hintergrund zurückgehender Besucherzahlen an den klassischen Drachenfels-Touristenattraktionen mit Zahnradbahn und Eselsritt – in der Vergangenheit insbesondere bei Niederländern beliebt – erwartete die Stadt Königswinter mit der Eröffnung des Sea Life Centres zeitgemäßere Freizeitimpulse insbesondere für Familien mit Kindern.
Im September 2022 trat der Betreiber an die Stadt Königswinter heran mit der Bitte, den bis 2064 laufenden Erbbaurechtsvertrag vorzeitig kündigen zu dürfen, um das Sea Life Center schließen zu können. Die Schließung erfolgte zum Ende des Jahres 2022. Als Begründung nannte der Betreiber Wirtschaftlichkeit, da das 17 Jahre alte Gebäude hohe Investitionen benötige, und zudem die allgemeinen Betriebskosten gestiegen seien.

## Organisation

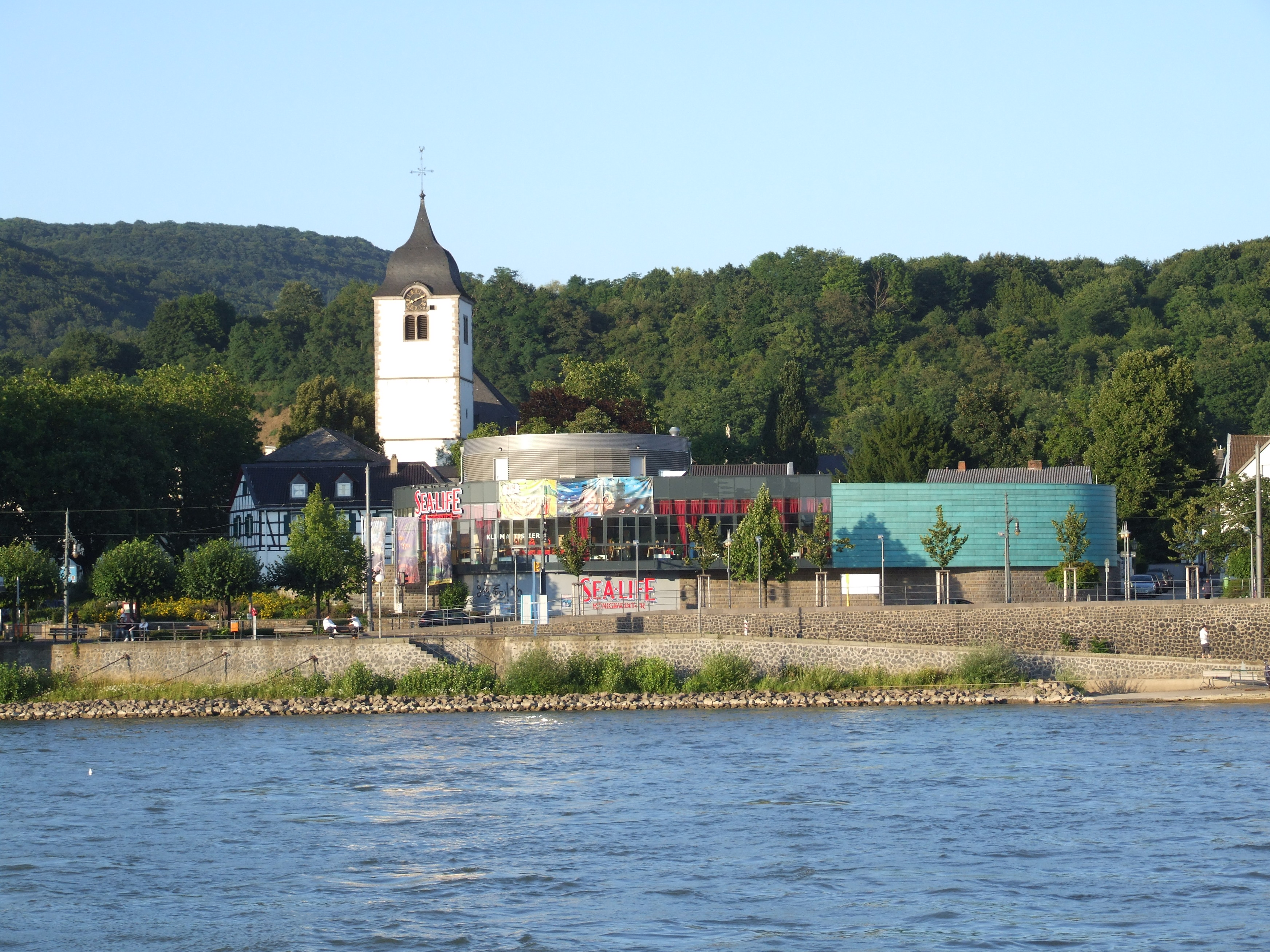
Außenansicht vom Rhein

Betreiber war wie für alle anderen Einrichtungen der Sea Life-Kette die Merlin Entertainments Group Ltd. Die deutschen Aquarien unterstehen der zwischengeschalteten Sea Life Deutschland GmbH. Sie hat für Königswinter wie für die übrigen Zentren jeweils einen General Manager als Verantwortlichen eingesetzt. Sea Life in Königswinter beschäftigte 10 feste Mitarbeiter und in Spitzenzeiten bis zu 60 Teilzeitkräfte und Aushilfen.

## Ausstellung
Die Besucher werden, unterstützt durch Audiomedien und Mitarbeiter des Aquariums, auf einem festen Rundgang durch die einzelnen Bereiche geführt, der je nach individueller Zeitplanung ca. 1–2 Stunden dauert. Übergreifendes, lokal durch die im nahen Siebengebirge und am Rhein angesiedelte Nibelungensage untermaltes Thema ist der Weg des Lebens über den Strom von seiner Quelle bis zur Mündung in die Nordsee und von dort über den Atlantik weiter in die Tiefen der Ozeane hinein.

### Gebirgsbach
Dieser Bereich ist dem Quellfluss des Vorderrheins in den Schweizer Alpen nachempfunden, der in dieser Region ein Gebirgsbach ist. Ein illuminierter Wasserfall fällt in ein Becken mit Forellen, Saiblingen und Barschen.

### Rhein mit Nibelungenschatz
In diesem Bereich ist die Fauna des nahe vorbeifließenden Mittelrheins nachgestellt. Neben Rotfedern, Barschen und Schleien sind auch Welse, Barben und andere Flussbewohner zu sehen.
Im weiteren Verlauf des Rundweges sind die Kulissen der Nibelungensage nachgebaut, die auf Informationstafeln in knappen Sätzen nacherzählt wird. Der große Drache Fafner, den Siegfried erschlug, ist ebenso nachgebaut wie der zwischen erleuchteten Felsen durch Alberich versteckte Schatz. Dazwischen liegen mehrere Becken mit Klein- und Kriechtieren. An zwei von ihnen ist es erlaubt, unter Aufsicht eines Angestellten, der Erklärungen abgibt und Fragen beantwortet, Kleinlebewesen wie Seesterne, Seeigel und Muscheln anzufassen. Dies ist vor allem für Kinder eine besondere Attraktion.

### Tor zu Atlantis
Der nächste Themenpunkt des Rundgangs ist der Übergang vom Fluss zum Meer, aufgemacht am Zugang zur legendären Stadt Atlantis. Mehrere Aquarien mit Seepferdchen eröffnen diesen Bereich.
Sea Life betreibt seit 1995 im britischen Weymouth eine Aufzucht- und Forschungsstation für diese vornehmlich in Südwestaustralien, in der Karibik und Südostasien beheimateten kleinen Tiere. Ihre Lebensräume im Seegras sind in den Becken nachgebildet.
Des Weiteren befindet sich ein kleines Kino in diesem Abschnitt, in dem in einer Endlosschleife ein Film über Haie gezeigt wird. Ziel dieser Dokumentation ist es, durch das Blockbuster-Kino in den 1970er Jahren (Der weiße Hai) geschürte Ängste zu relativieren, verbunden mit einer Kampagne gegen Hai-Jagd, Shark-Finning und Vermarktung der Tiere im Rahmen des Abenteuer-Tourismus.

### Kapitän Nemos Reich
Die Tiefsee ist das Thema dieses Bereiches, wie es der Protagonist des Romans 20.000 Meilen unter dem Meer von Jules Verne suggeriert. In mehreren Aquarien werden Muränen, große Quallen, Kraken und andere Tiefseebewohner gezeigt.

### Tiefen des Atlantiks
Hauptattraktion ist hier der zehn Meter lange 360°-Acrylglastunnel, der einzige seiner Art in Deutschland, der mitten durch ein Haifischbecken führt. Neben Katzenhaien und Glatthaien schwimmen auch Knurrhähne, Wrackbarsche, Seewölfe, Franzosendorsch und Goldbrassen beiderseits um den Besucherstrom herum und unter ihm hinweg.

### Das Geisterschiff
Am Ende des Rundgangs ist das Geisterschiff des Fliegenden Holländers nachgebaut; diese Sage ist nicht am Rhein angesiedelt, doch mittels Richard Wagner, der dieses Thema in seiner Oper verarbeitete, schließt sich der Kreis zum Ring des Nibelungen und damit zurück zum lokalen Begleitthema „Rhein“. Aus der Luke des Holländerschiffs heraus blickt der Besucher auf ein Becken mit Rochen. Verlässt man das Schiff zum Ausgang, sind die Tiere im offenen Becken außergewöhnlich nah zu beobachten und strecken die Köpfe aus dem Wasser heraus, dürfen aber nicht angefasst werden. Ein Mitarbeiter des Sea Life Centre steht auch in diesem Bereich zur Verfügung, um Fragen zu beantworten.

## Tierschutz-Kampagnen
Das Sea-Life-Konzept versteht sich als Instrument des aktiven Tierschutzes. Dazu wurde 2000 das firmeneigene marine Schutzprogramm S.O.S. Conservation and Rescue ins Leben gerufen, das Greenpeace nahesteht; das Notsignal-Akronym SOS steht hier für den Aufruf Save our Seas.
Im Dokumentationsraum in Königswinter erfährt der Besucher am Ende des Rundgangs Spenden- und Unterschriften-Aufrufe unter anderem zu den Kampagnen
- gegen Haifinning,
- gegen die Tötung von Seepferdchen in asiatischen Küstengewässern zwecks Gebrauch von Extrakten in der traditionellen chinesischen Medizin,
- gegen allgemeine Überfischung der Ozeane und
- zur Rettung der Meeresschildkröten auf der griechischen Insel Zakynthos.